# Alice Austen
Pour les articles homonymes, voir Austen.
Alice Austen, née le 17 mars 1866 à Staten Island (New York) et morte le 9 juin 1952 au même endroit, est une photographe amatrice américaine.

## Biographie

### Origines et vie familiale

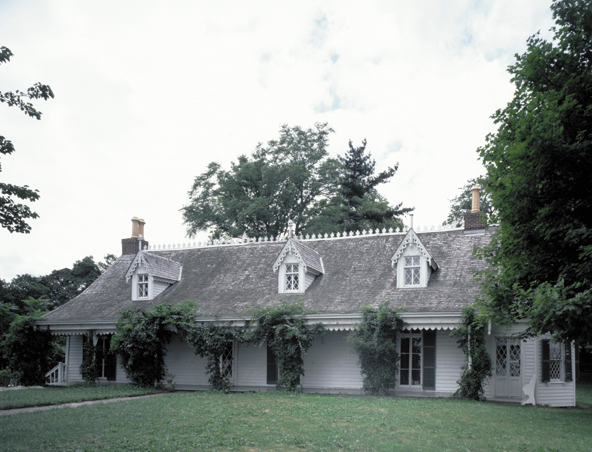
La Alice Austen House ou « Clear Comfort ».

Son père abandonne sa famille avant sa naissance. Elle est baptisée sous le nom d'Elizabeth Alice Munn le 23 mai 1866, en l'église St. John de Staten Island (elle n'a jamais utilisé le nom de Munn, ses négatifs photographiques étant signés du sigle « EAA », pour Elizabeth Alice Austen). Sans revenu et sans mari, sa mère retourne dans la maison de ses parents, surnommée « Clear Comfort (en)». Alice est la seule enfant du ménage, qui compte sa mère Alice Cornell Austen (1836-?), ses grands-parents maternels John Haggerty Austen (c. 1800-?) et Elizabeth Alice Townsend (c. 1800-?) et le frère et la sœur de sa mère : Peter Austen, qui était professeur de chimie à l'université Rutgers et Mary Austen (1840-?), dite Minnie Austen, qui était mariée à Oswald Müller (1840-?), un homme né au Danemark et propriétaire d'une compagnie maritime.
La maison date du XVIIe siècle et elle a été agrandie au XIXe siècle par ses grands-parents. Le 8 avril 1976, un mois après le 110e anniversaire de la naissance d'Alice Austen, elle est classée site historique remarquable. Située dans le quartier de Rosebank, elle est également appelée « Alice Austen House »,.

### Activité photographique

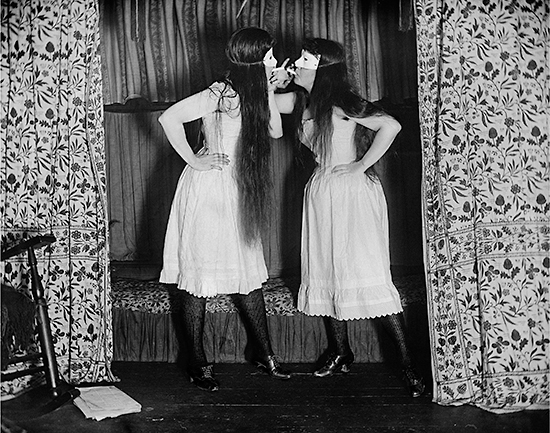
Trude & I Masked, photographie d'Alice Austen, avec Gertrude Tate.

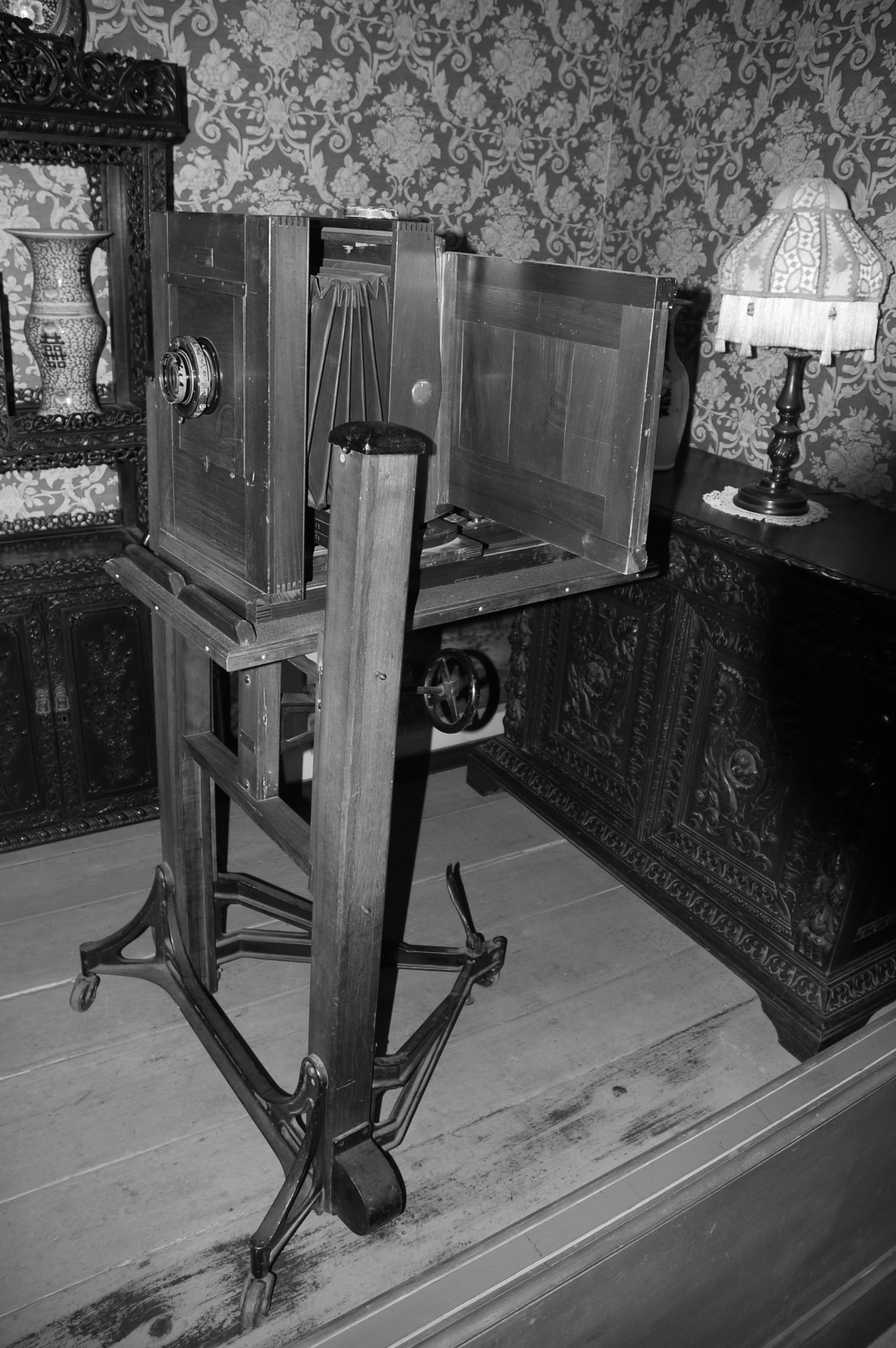
Appareil photographique d'Alice Austen.

Alice Austen commence à s'intéresser à la photographie après que son oncle, Oswald Müller, ramène un appareil photo à la maison aux alentours de 1876. Son autre oncle, le professeur de chimie Peter Townsend Austen, lui apprend le traitement des images photographiques. Les deux hommes lui aménagent également une chambre noire. La photo la plus ancienne existante prise par Alice Austen date de 1884. Au cours des 40 années suivantes, elle en réalise environ 8 000. Elle photographie essentiellement la vie quotidienne new yorkaise, la classe moyenne supérieure de Staten Island comme la classe populaire d'East Village. Ses photos de personnes immigrées aux États-Unis présentent « une hésitation et une curiosité vécue à la fois par la photographe et son sujet ».
En 1900, son oncle Oswald est considéré comme le chef de famille et le foyer compte deux domestiques : Katherine Wertz (1857-?) et Constance Rasmusth (1876-?). Ils ont également une cuisinière, Mary McDonald (1873-?).

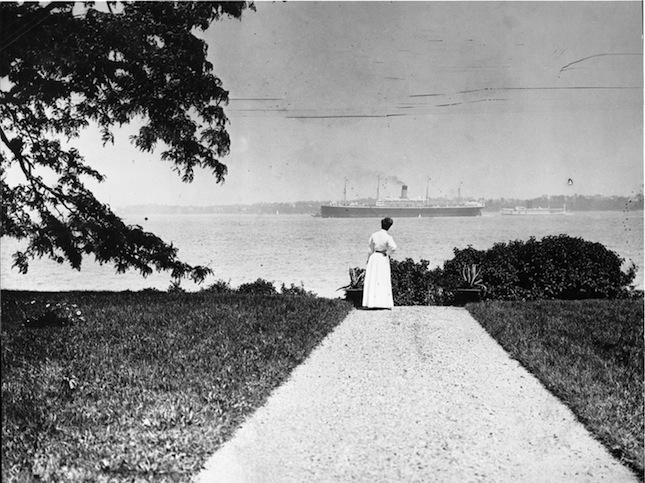
Alice Austen Watches her World par Alice Austen, vers 1910.

En 1899, Alice Austen rencontre Gertrude Amélia Tate (1871-1962), enseignante à l'école maternelle et professeur de danse à Brooklyn. Elle devient sa compagne, lui rendant régulièrement visite ; elles partent également ensemble en vacances en Europe. En 1917, Gertrude Tate déménage à Clear Comfort, rejetant les objections de sa propre famille.

### Fin de vie et reconnaissance
Recevant l'héritage de son grand-père, elle en perd néanmoins l'essentiel lors du krach de 1929, se retrouvant sans revenu à l'âge de 63 ans. Pour acheter de la nourriture et du carburant, elle doit alors vendre plusieurs biens. Sa maison, hypothéquée, est saisie par une banque en 1945. Elle vend ce qui lui reste pour 600 $ à un concessionnaire d'occasions du New Jersey puis appelle son amie Loring McMillen de la Société historique de Staten Island pour qu'elle conserve ses photos. Cette dernière les stocke au Third County Courthouse (en) de Richmondtown. Alice Austen déménage ensuite dans un appartement, puis dans une maison de soins infirmiers. Le 24 juin 1950, elle est déclarée indigente et elle est admise à la New York City Farm Colony (en).
En 1950, Picture Press lance un projet sur l'histoire des femmes américaines et contacte des centres archives afin de pouvoir publier des photos. C. Copes Brinley, de la Société historique de Staten Island, trouve 3 500 négatifs sur plaque de verre réalisés par Alice Austen (sur les 8 000 photos qu'elle a prises au total au long de sa vie) ; ils sont alors non catalogués. En octobre 1950, Constance Foulk Robert rencontre Brinley et McMillen pour examiner les négatifs. Après s'y être également déplacé, Oliver Jensen publie plusieurs de ces photos dans son livre Revolt of Women. Il écrit également un récit de huit pages dans le magazine Life et il publie six pages de photos de voyage dans le magazine Holiday. Ces publications permettent de recueillir plus de 4 000 $ pour Alice Austen et elle peut déménager dans une maison de soins infirmiers privée. Le 9 octobre 1951, elle est l'invitée d'honneur d'une journée qui lui est consacrée, déclarant : « Je suis heureuse que ce qui était un si grand plaisir pour moi se révèle être maintenant un plaisir pour les autres ».

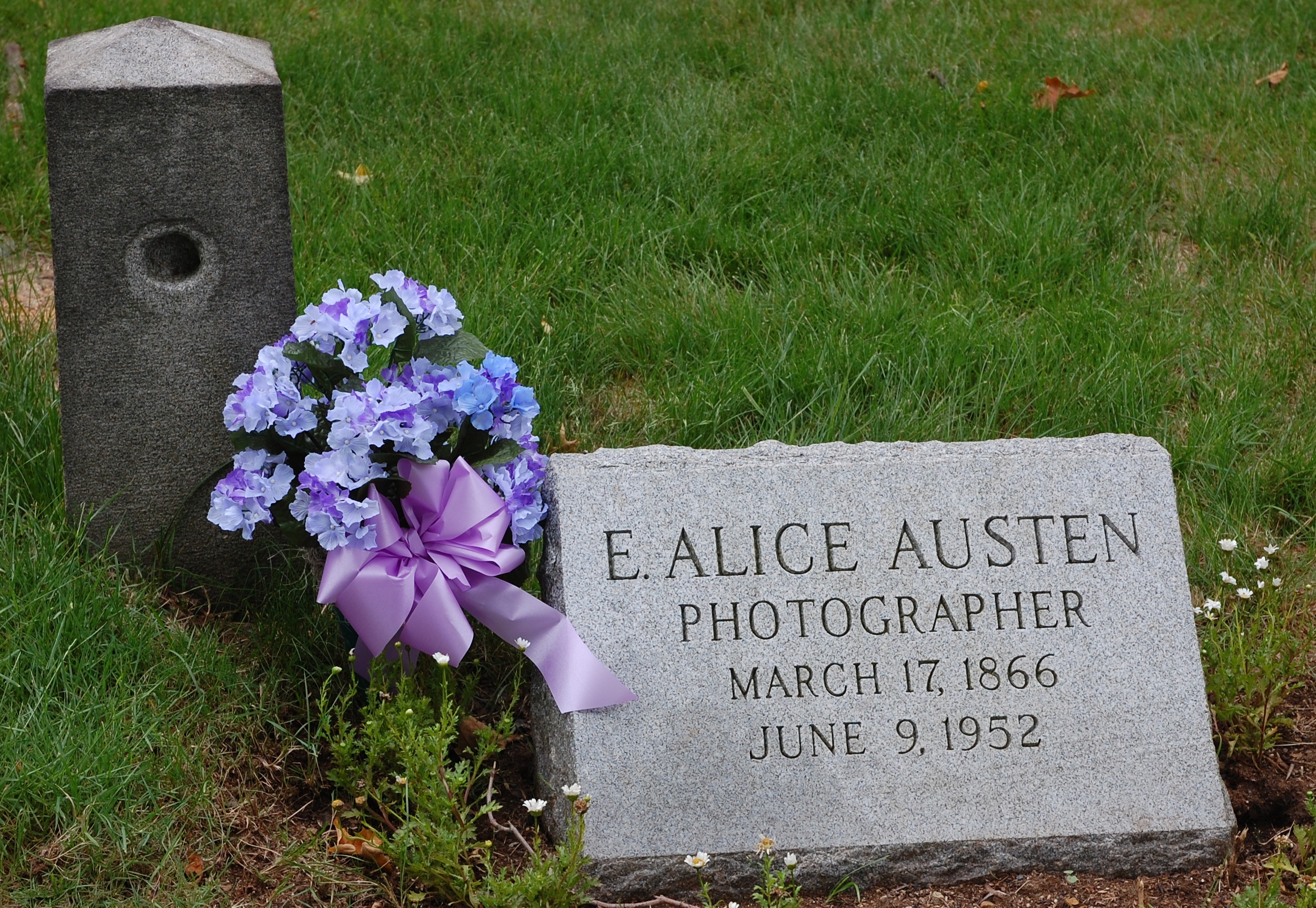
Tombe d'Alice Austen.

Continuant d'être soutenue par Société historique, elle passe huit mois dans la maison de soins infirmiers, où elle meurt le 9 juin 1952. La Société organise ses funérailles et elle est inhumée dans le caveau familial, au Moravian Cemetery (en) (New Drop (en)).

## Collection Alice Austen
La Société historique de Staten Island possède plus de 7 000 objets originaux d'Alice Austen (négatifs de plaque de verre, négatifs de base de film et tirages originaux). Cependant, elle ne possède pas ses droits d'auteurs. Cette collection est cataloguée, numérisée et stockée dans les archives de Historic Richmond Town ; il est possible de la consulter sur rendez-vous. La première maison d'Alice Austen, qui est devenu un musée, possède également une collection de photographies, plus de 300 étant exposées au public.

## Sources
- (en) Cet article est partiellement ou en totalité issu de l’article de Wikipédia en anglais intitulé « Alice Austen » (voir la liste des auteurs).